# Повстання Шахкулу

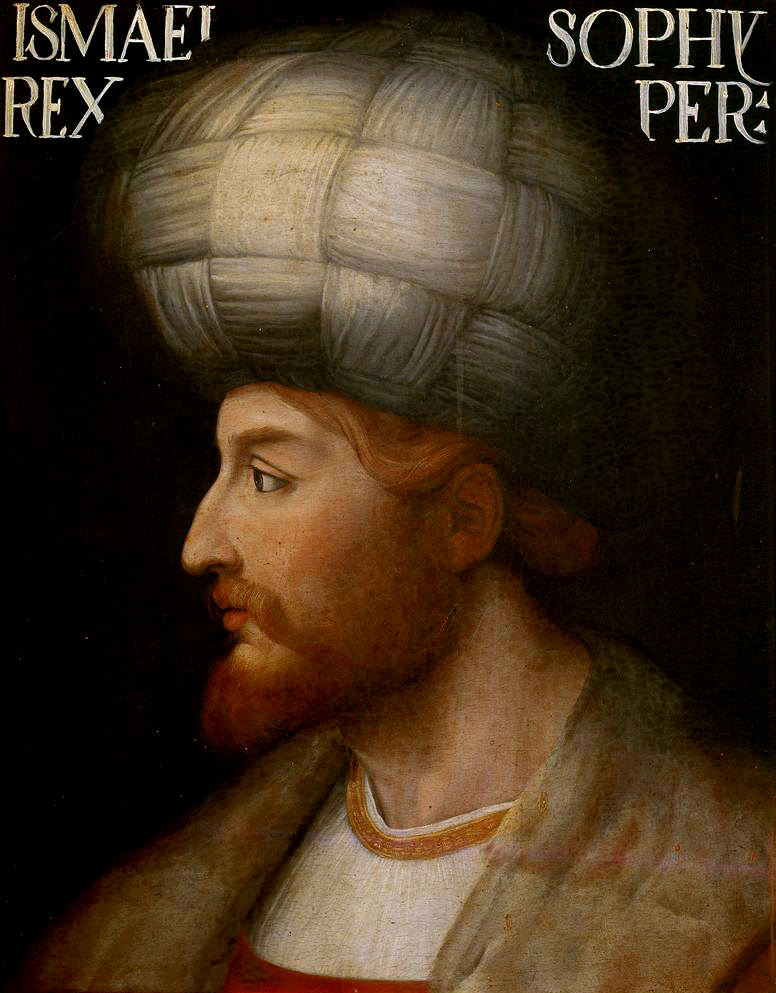
Шах Ісмаїл I

Повстання Шахкулу (9 квітня 1511 — 2 липня 1511) — широкомасштабне народне повстання в південно-східній Анатолії в 1511 році, що проводилося під шиїтськими та сефевідськими гаслами та спрямоване проти панування Османської імперії. Хоча повстання проводилося під релігійними гаслами, воно було спробою хліборобів і кочівників-скотарів Малої Азії чинити збройний опір посиленню феодальної експлуатації. Повстанці вимагали звільнення від обтяжливих податків, ліквідації свавілля й насильства чиновників і закликали населення до відмови від покори владі. Повстання отримало свою назву завдяки ватажку повстанців Шахкулу Текелі. Його смерть у бою означала кінець повстання.

## Передісторія
На початку XVI століття Ісмаїл I закріпив Персію за Сефевідською державою. Він, бувши шиїтом, також симпатизував туркменським племенам, які проживають на території Османської імперії. Він послав своїх людей в османські землі (які зазвичай використовували неофіційний титул халіфа), щоб залучити прихильників. Його дії привернули увагу османів, але Османська імперія була дуже зайнята майбутнім настанням періоду міжцарів'я протягом останніх років правління немічного султана Баязида II. Таким чином, Ісмаїл міг заручитися чималою підтримкою серед османських підданих.
Одним з таких прихильників став Карабийик-оглу, який взяв собі прізвисько Шахкулу, тобто «Раб шаха» (шаха Ісмаїла). В османських джерелах він зазвичай згадується як Шайтанкулу (Шейтан-кули), тобто «Раб сатани». Він проживав на території під назвою Текелі, названої ім'ям колишнього бейлика Текке в селі поблизу Анталії на південному сході Туреччини. Шахкулу і його батько протягом декількох років вели аскетичний спосіб життя, жили в печерах, постійно молячись. Своєю праведністю вони завоювали широку популярність серед населення Анатолії. Шахкулу був одночасно і релігійним лідером, і ватажком повстання; він проголосив себе «рятівником», і число його прихильників зростало. Він лише чекав зручного моменту для повстання. Така нагода трапилася, коли спалахнула боротьба між синами султана Баязида II за престол батька.

## Хід подій
Спочатку, маючи 10 тисяч прихильників (кизилбашів і шиїтів), Шахкулу рушив у Кютаг'я, столицю бейлербейства Анатолії.
Під час подорожі Шахкулу напав на караван принца Коркута (тур. Şehzade), одного з претендентів на трон, у перші дні міжцарів'я прямував з Анталії в Манісу, щоб розташуватися ближче до столиці, й вкрав казну, що в ньому превозилася. Потім він почав атакувати невеликі міста, вбиваючи місцевих чиновників. Також напав на Алашехір з метою захопити частину султанської скарбниці.
Тільки тоді османські війська під командуванням бейлербея Анталії, якого звали Карагез Ахмед-паша (в Орудж-бека — Каракуш) були послані зупинити Шахкулу, але були розгромлені повстанцями. Після цього слава Шахкулу зросла. Тоді до нього приєдналися селяни, а також деякі незадоволені землевласники-тімаріоти. На той час чисельність повсталих досягла вже 20 тисяч.
Незабаром сили повстанців знову зустрілися з військом Ахмед-паші неподалік від Кютаг'ї. У жорстокій битві повсталі здобули другу перемогу. Сам бейлербей потрапив у полон і був страчений за наказом Шахкулу біля стін фортеці Кютаг'я. Страта була проведена прямо на очах у захисників фортеці, і цим самим, ймовірно, Шахкулу хотів переконати їх здатися, але безрезультатно. Його військо спустошило околиці міста й рушило на Бурсу. А після чергового нападу на караван і вбивства високопоставленого державного діяча Шахкулу став в очах своїх прихильників непереможним.
На той час повстання охопило велику територію від Анталії до узбережжя Мармурового моря. Повстанці практично вигнали османів з Малої Азії. 21 квітня 1511 року суддя Бурси написав командиру яничар, що якщо він і його люди не прийдуть у місто протягом двох днів, то область загине. Проводити кампанію проти Шахкулу був призначений великий візир Мерам Алі-паша. Близько Кютаг'ї він з'єднався зі силами старшого з синів Баязида — принца Ахмета, намісника Амації. Загони повстанців зайняли укріплені позиції в районі Кизилкая та майже 40 днів відбивали атаки султанських військ. Шахкулу був не в змозі протистояти силам ворога й був змушений відступити на схід до Сівасу.
Хоча армія султана могла б загнати Шахкулу в кут неподалік від Альтинташа (в сучасному мулі Кютаг'я), але принц Ахмет, замість того, щоб битися, спробував схилити яничар на свою сторону для досягнення особистих цілей. Не досягши успіху, він був змушений покинути поле бою. Шахкулу використав це й втік.
Візир з уже нечисленним військом зміг наздогнати Шахкулу і його загони тільки після форсованого маршу через Малу Азію в Сівас. На той час число повстанців сильно скоротилося: тімаріоти кинули Шахкулу, також він втратив чимале число своїх прихильників під час відступу з району Бурси. Вирішальна битва відбулася в липні 1511 року біля річки Гек-чай між Кайсері та Сівасем: в кривавій боротьбі загони Шахкулу були розгромлені, а сам він загинув у бою, як і візир Алі-Паша. Мабуть, султанське військо також зазнавало чимало втрат, оскільки яничари відмовилися переслідувати повстанців.

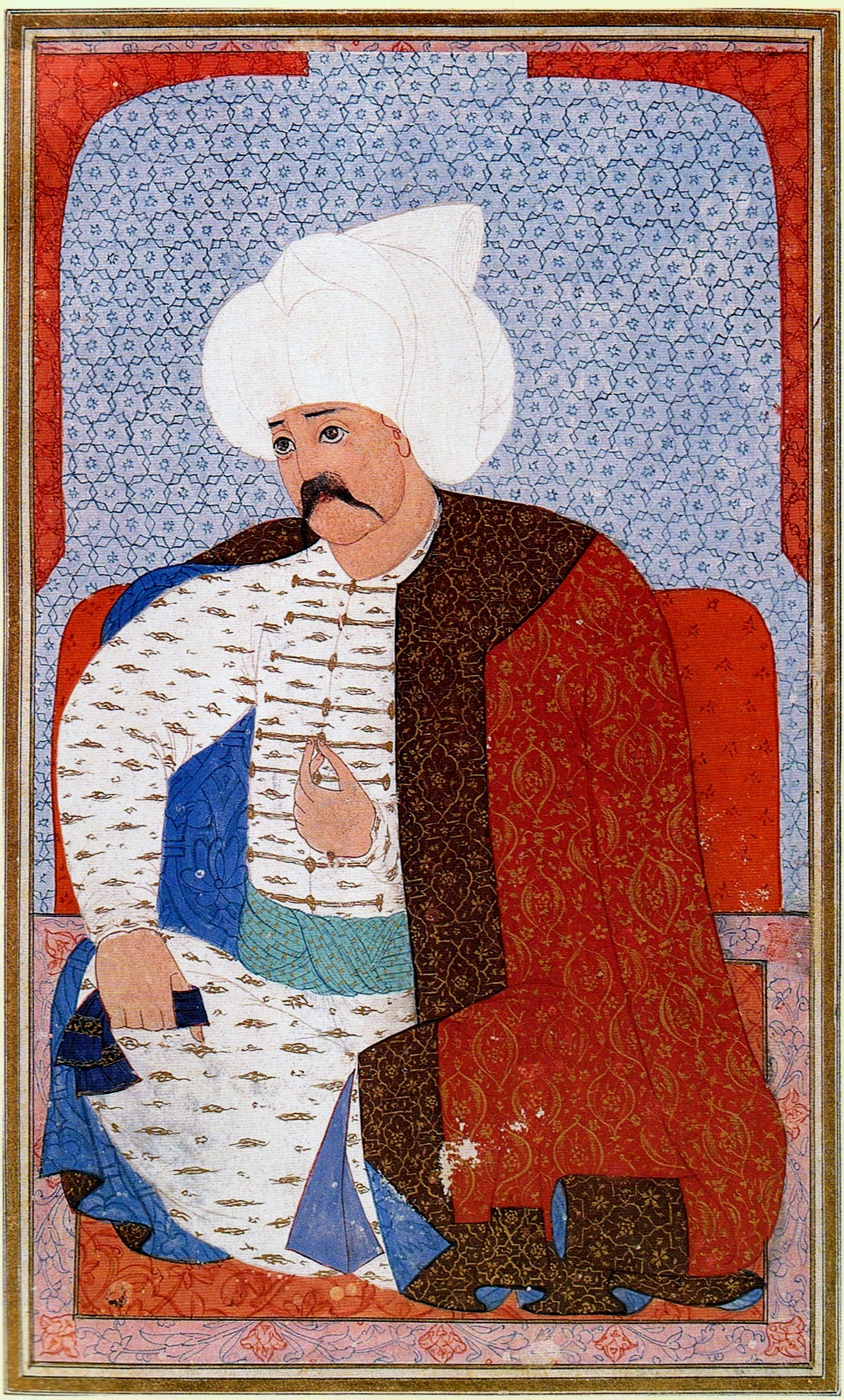
Султан Селім I Грозний

Повстанці були переможені, але вони втратили свого ватажка. Загони були розсіяні, а після того, як Блискуча Порта послала проти них третю армію, то багато з бунтівників втекли в Азербайджан у володіння сефевідського шаха. Під час втечі вони напали на караван і випадково вбили відомого перського вченого, тому після того, як втікачі досягли Сефевідського кордону в районі Ерзінджан, шах Ісмаїл вороже зустрів їх. Узагалі, він не сприяв повстанню малоазіатських шиїтів-кизилбашів. До того ж, коли залишки повстанців знайшли порятунок у кизилбашських володіннях, шах наказав стратити їхніх «вождів», а інших як їхніх слуг роздати місцевим емірам. Серед повстанців було багато шиїтів (галі), що висували соціальні вимоги, тому шах так жорстоко з ними вчинив. До таких ідеологів у Сефевідській державі ставилися дуже негативно.
Тим часом в османських землях поведінка принца Ахмета викликала реакцію серед солдатів. Крім того, смерть Хадима Алі, головного прихильника Ахмета, схилила шальки терезів на користь молодших претендентів на трон: зрештою в 1512 році султаном став Селім I, під правлінням якого Османська імперія здобула чимало перемог і майже удвічі збільшила свою територію. До того ж Селім був переконаним сунітом і ретельно контролював шиїтські дії в османських землях після перемоги над шахом Ісмаїлом в Чалдиранській битві в 1514 році. А за рік до цього султан організував знищення понад 40 тисяч шиїтів, що незабаром привело до початку нових народних повстань в Анатолії.

## Цікаві факти
У своїх працях Орудж-бек помилково називає Шахкулу «головнокомандувачем перською армією».